# اما کبرن
اما کبرن (انگلیسی: Emma Coburn؛ زادهٔ ۱۹ اکتبر ۱۹۹۰) ورزشکار دو و میدانی اهل ایالات متحده آمریکا است.
وی در مسابقات کشوری و بین‌المللی در مجموع برندهٔ ۲ مدال طلا، ۱ مدال نقره و ۱ مدال برنز شده‌است.